# Drepanogynis strigifera
Drepanogynis strigifera là một loài bướm đêm trong họ Geometridae.